# Canon de 25 mm Type 96
Le canon automatique de 25 mm Type 96 (九六式二十五粍高角机 Kyūroku-shiki nijyūgo-miri Kōkakukijū) était un canon automatique utilisé par la Marine impériale japonaise pendant la Seconde Guerre mondiale.  

C'est une variante du canon antiaérien français de 25 mm de la firme Hotchkiss.
Il a été principalement utilisé comme un canon anti-aérien, avec un à trois canons, mais il a été conçu comme une arme à double usage, servant aussi contre les véhicules blindés, comme arme antichar.

## Histoire
En 1935, la Marine impériale japonaise a décidé de remplacer les précédents 40 mm Vickers "Pompom" par le canon de 25 mm Hotchkiss français. Un groupe d'officiers et ingénieurs japonais s'est rendu en France en 1935 pour évaluer la conception et une commande a été faite d'un certain nombre d'armes et de supports. Des essais de tir ont été pratiqués à l'arsenal naval de Yokosuka en 1935. Les premières armes ont été construites en France sous l'appellation "Type 94" et "Type 95", et le modèle de production de masse produite au Japon a été désignée comme "Type 96". 
Les Japonais ont fait un certain nombre de modifications mineures à la conception originale et ont créé une version en acier inoxydable pour être monté sur les sous-marins. La version à affût double fut la première construite, suivie de l'affût triple en 1941 et du modèle simple à partir de 1943.
Le Type 96 fut le modèle standard pour la lutte anti-aérienne dans la marine impériale japonaise.

### Caractéristiques
Ce canon de 60 calibres tire des obus de 25 mm à une distance maximale comprise de 7 500 m en tir à but surface (+50°) et de 3 000 m en tir antiaérien (+85°) à raison de 220 à 260 coups par minute (théorique, la cadence pratique est de 110 à 120 coups). 
L'affût double pèse 1 100 kg et peut pointer en site de −10 à +85° et en azimut sur 360°. L'affût triple pèse 1 800 kg et peut aussi pointer en site de −10 à +85° et en azimut sur 360°. L'affût simple pèse 785 kg.

### Galerie photos

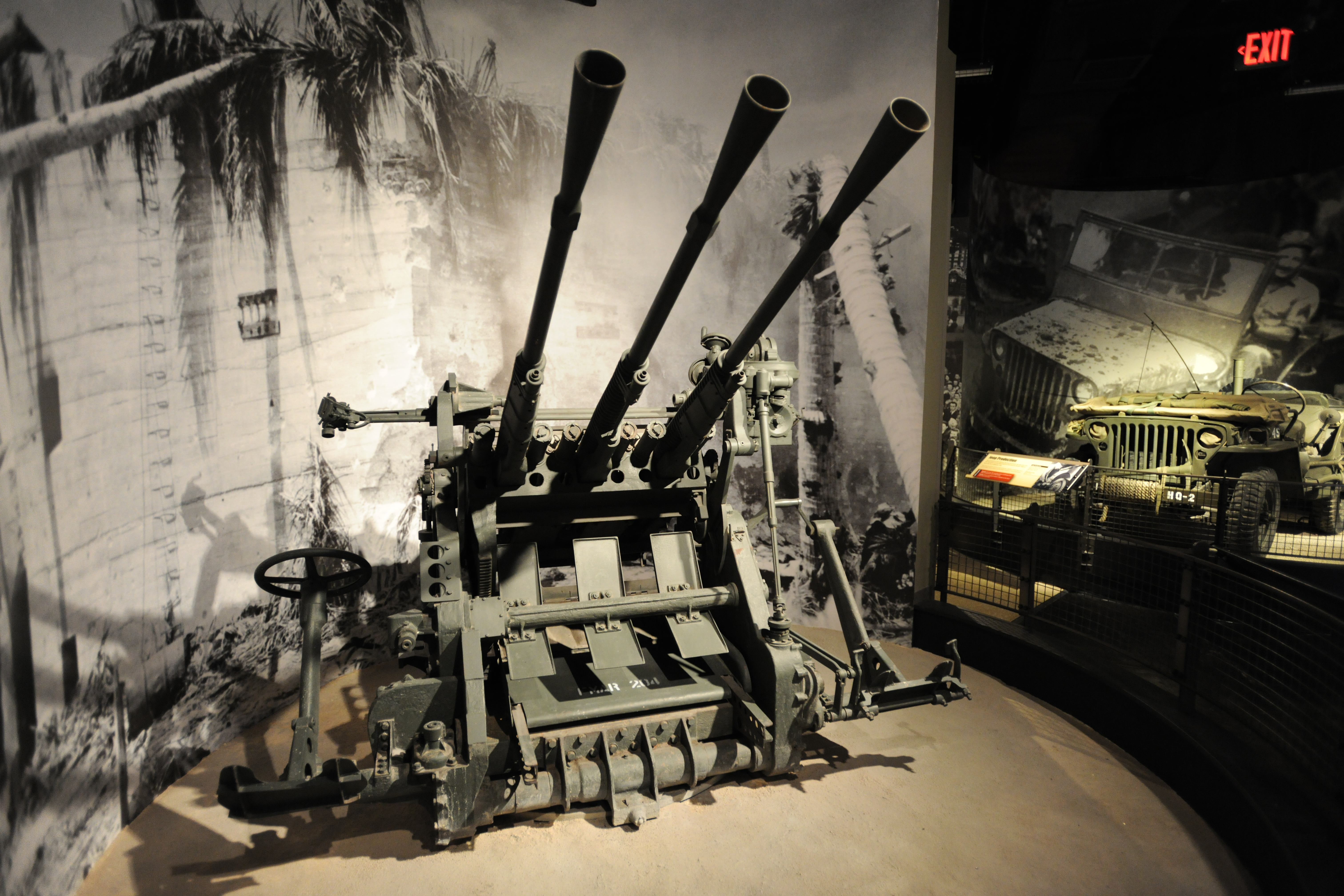
Affut triple de 25 mm au National Museum of the Pacific War, Fredericksburg, Texas, USA
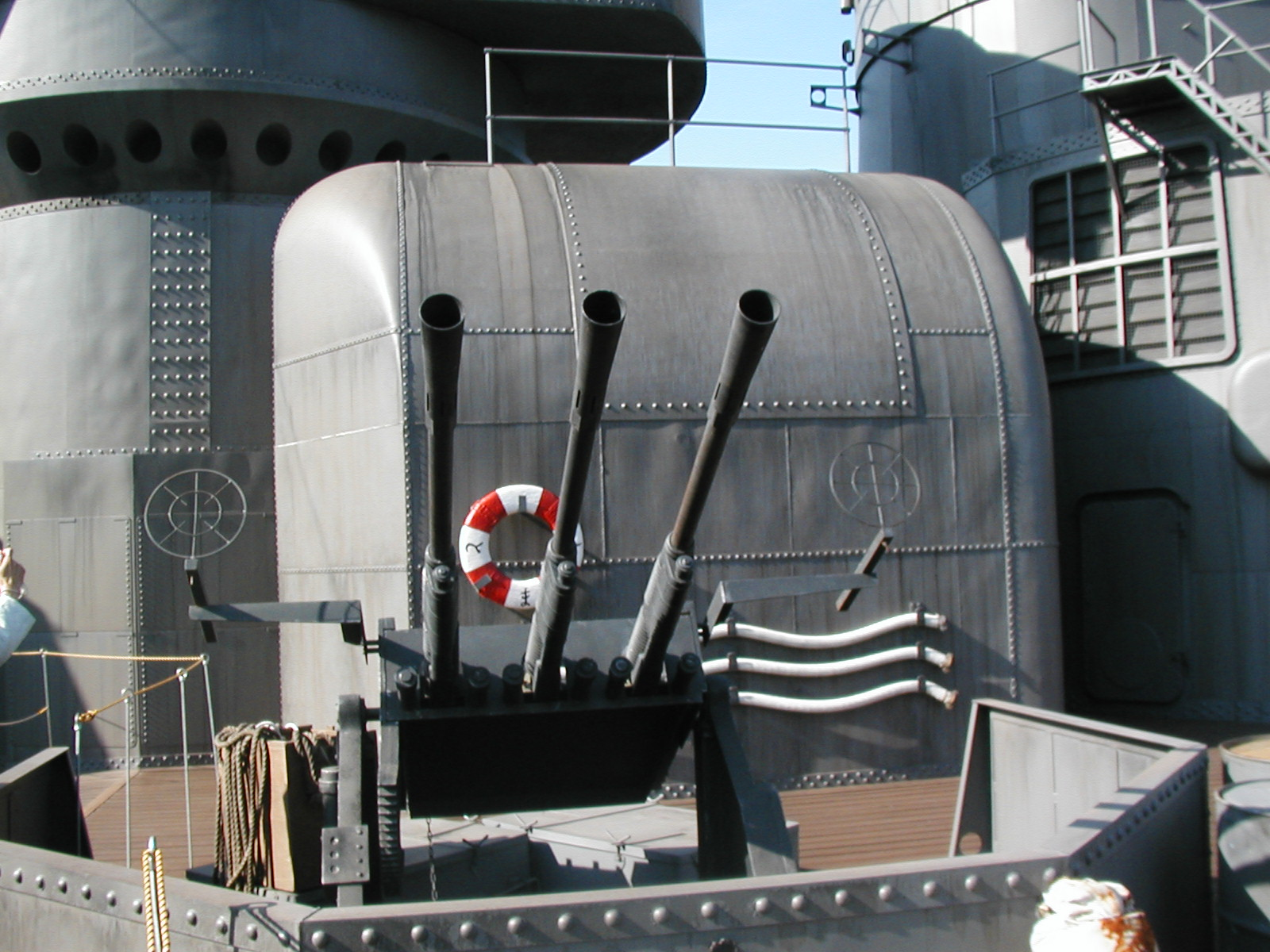
Affut triple de 25 mm, réplique utilisé lors du tournage du film Les hommes du Yamato, 2005, Japon
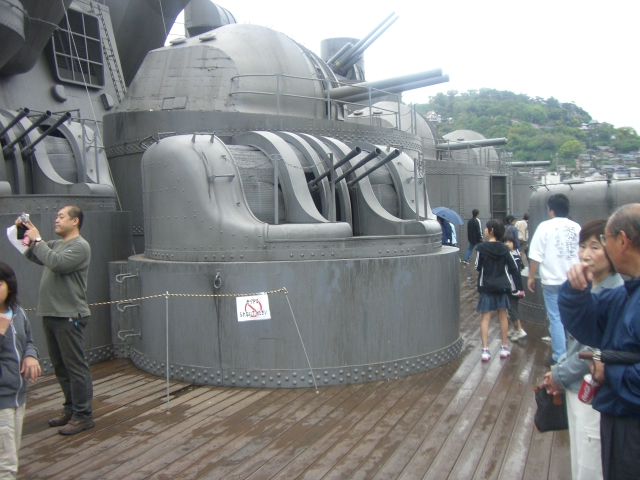
Affut protégé triple de 25 mm type 96, vu sur une réplique du cuirassé Yamato utilisé pour le film Les hommes du Yamato (Otoko-tachi no Yamato), 2005, Japon
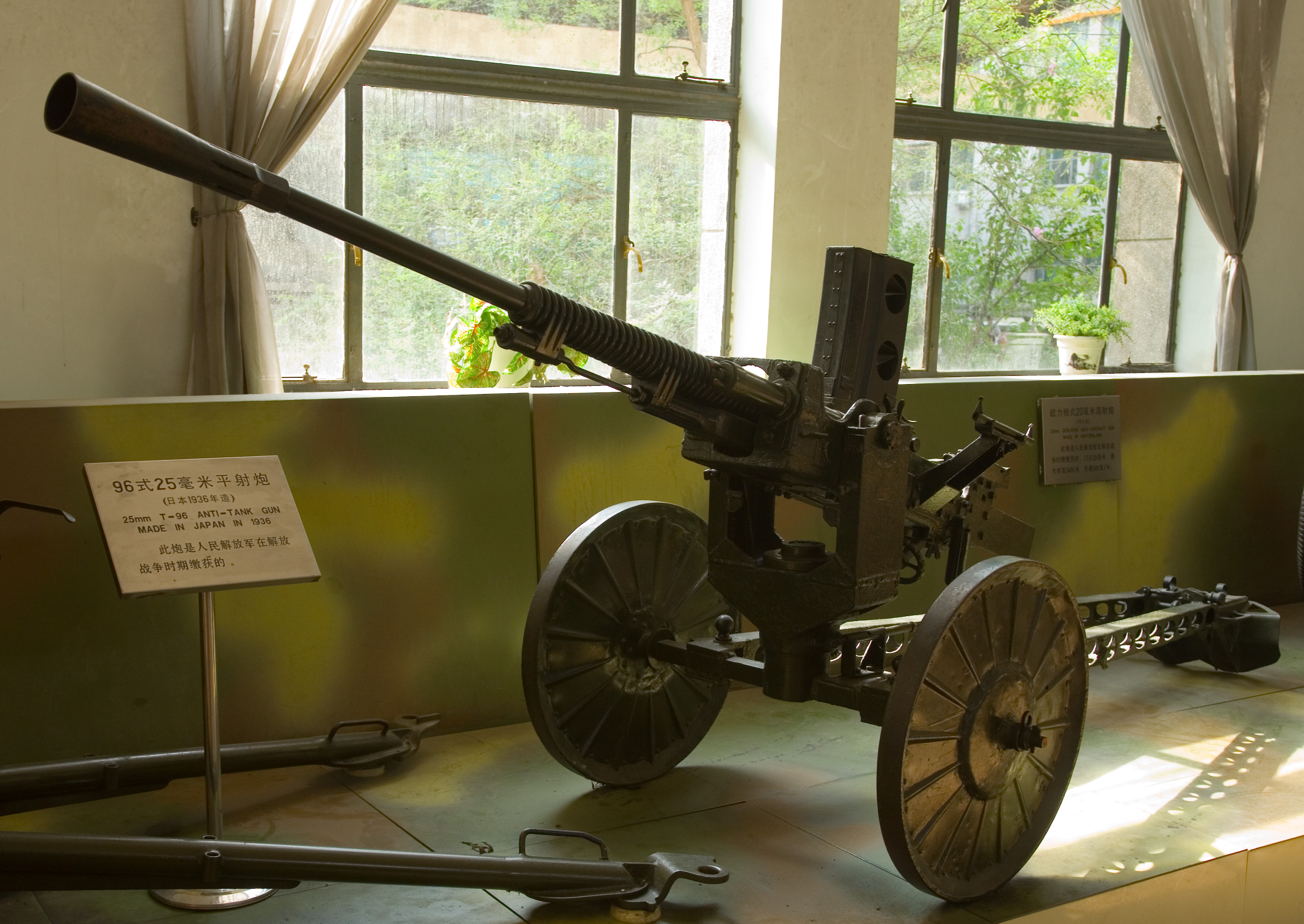
Affut anti-tank de 25 mm Type 96, musée de Beijing, Chine
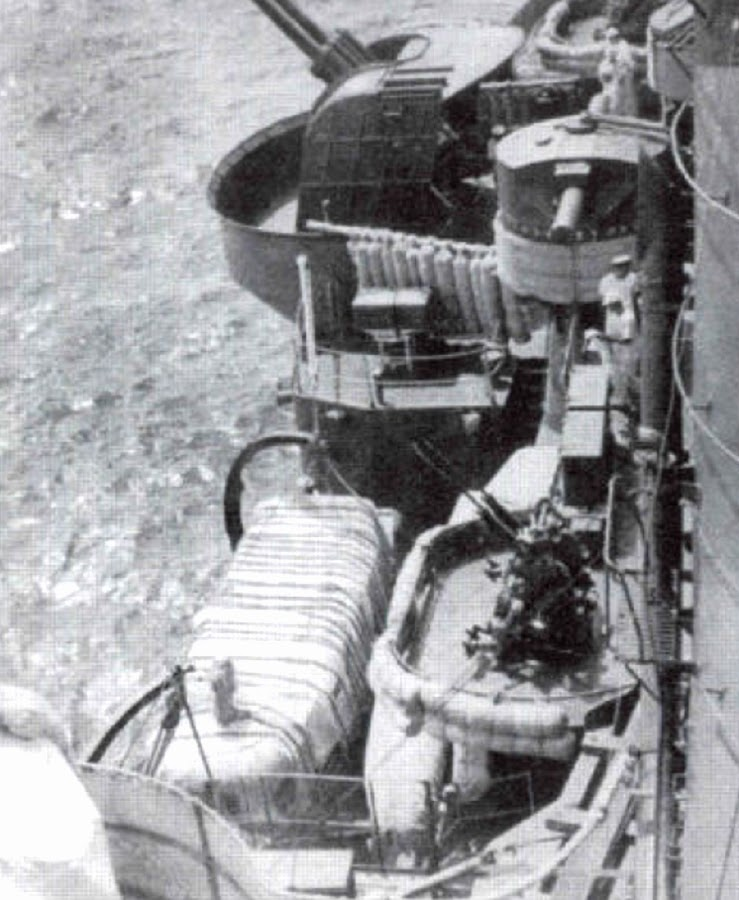
Affut double de 25 mm Type 96, vu sur le pont supérieur bâbord du croiseur lourd Haguro. On voit aussi en retrait un affut DP double de 127 mm, Type 89.
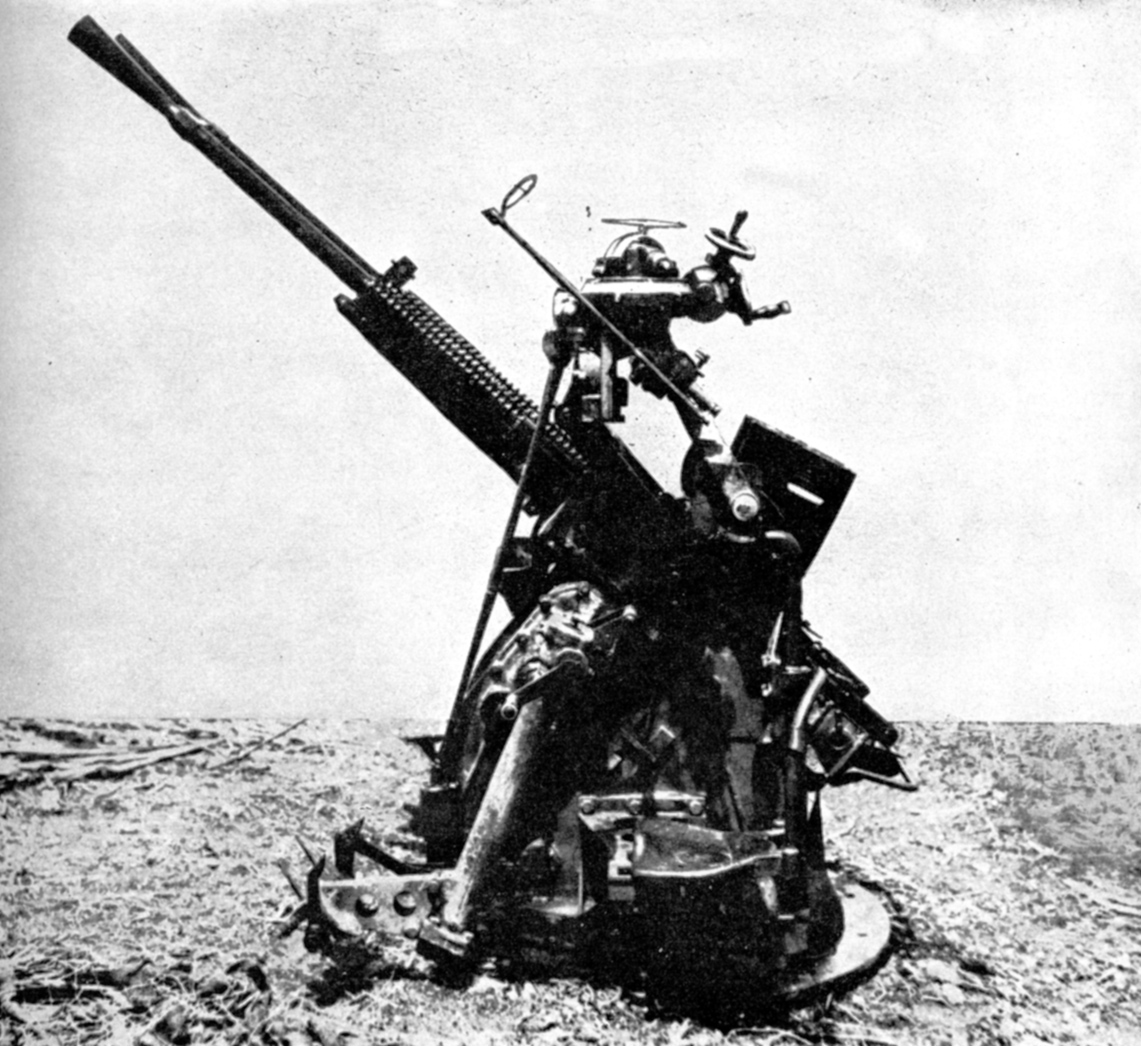
Affut jumelé de 25 mm Type 96
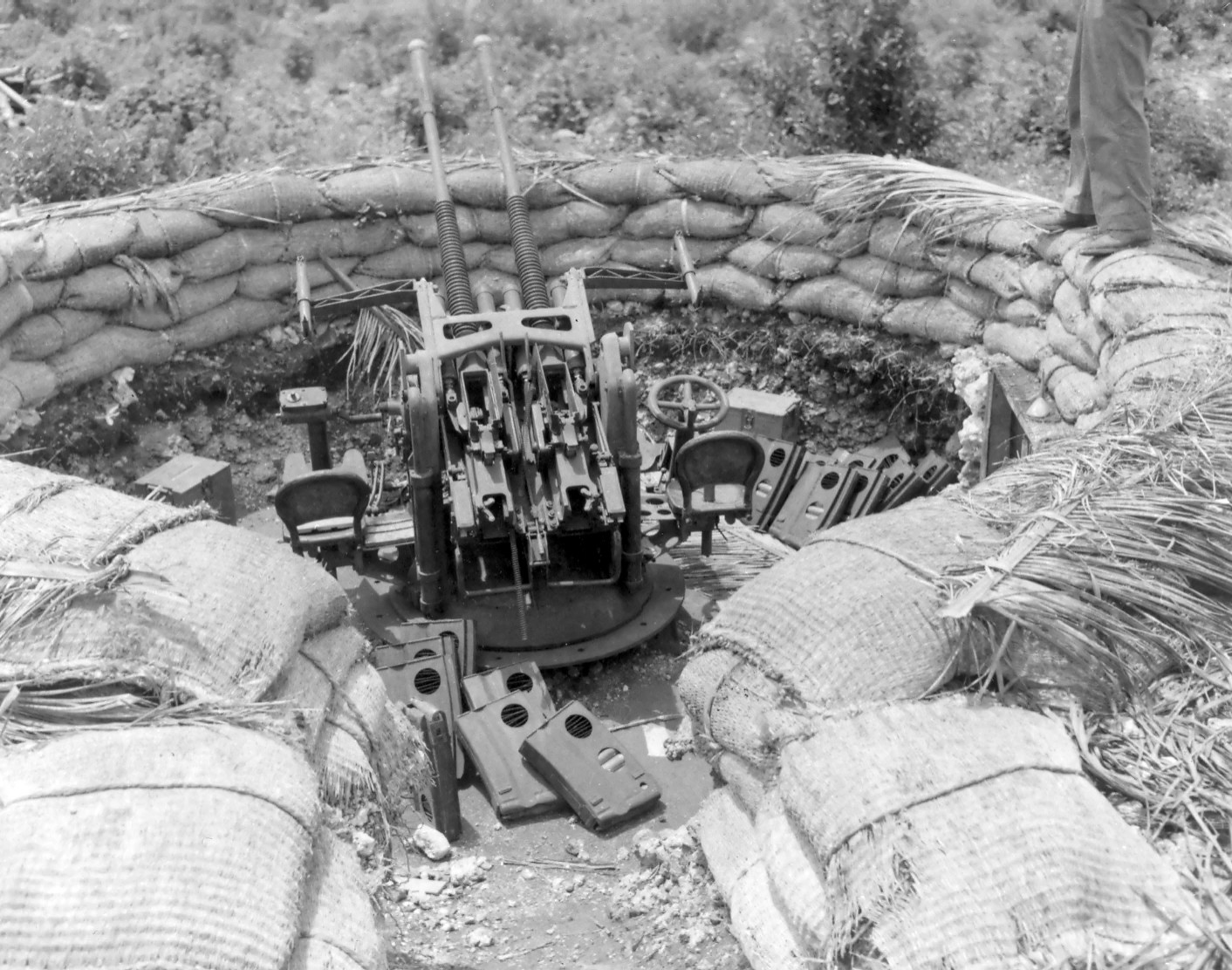
Affut jumelé à Guam
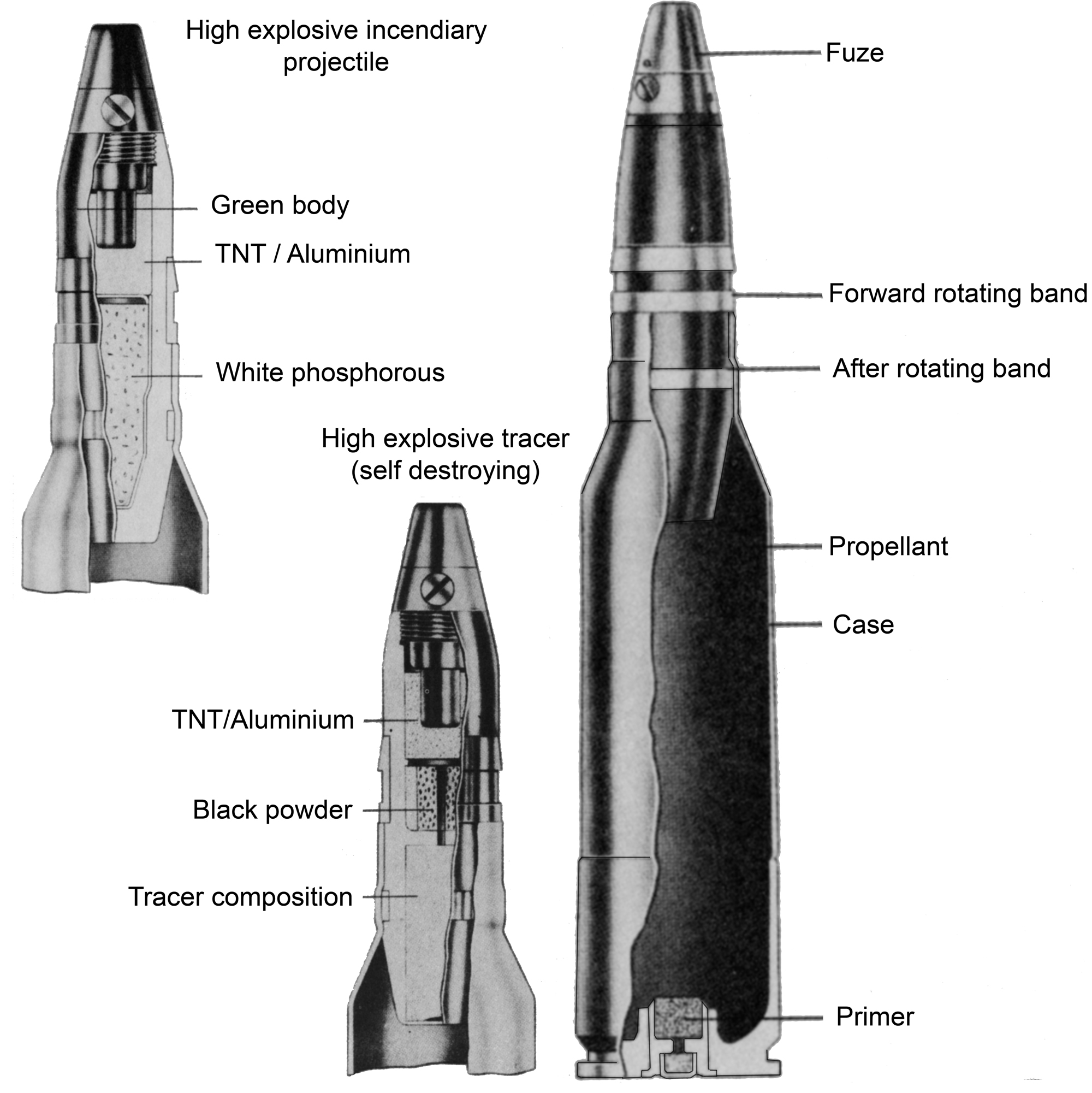
La munition de 25 mm